# Fußball-Weltmeisterschaft 1970/Bulgarien
Dieser Artikel behandelt die Fußballnationalmannschaft Bulgariens bei der Fußball-Weltmeisterschaft 1970.

## Qualifikation
| Bulgarien   | - | Niederlande | 2:0 | Bonew 45', Asparuchow 65'                                           |
| Bulgarien   | - | Luxemburg   | 2:1 | Asparuchow 31' 49' / Léonard 50'                                    |
| Bulgarien   | - | Polen       | 4:1 | Bonew 24', Dermendschiew 25', Penew 72', Asparuchow 88' / Deyna 27' |
| Niederlande | - | Bulgarien   | 1:1 | Veenstra 35' / Bonew 58'                                            |
| Polen       | - | Bulgarien   | 3:0 | Jarosik 18' 68', Deyna 75'                                          |
| Luxemburg   | - | Bulgarien   | 1:3 | Philipp 58' / Dermendschiew 35', Jakimow 37', Bonew 83'             |

## Bulgarisches Aufgebot
| Nummer / Name | Nummer / Name         | Damaliger Verein   | Geburtstag | Länderspiele |
| Torhüter      | Torhüter              | Torhüter           | Torhüter   | Torhüter     |
| ------------- | --------------------- | ------------------ | ---------- | ------------ |
| 1             | Simeon Simeonow       | Slawia Sofia       | 26.04.1946 |              |
| 13            | Stojan Jordanow       | ZSKA Sofia         | 29.01.1944 |              |
| 22            | Georgi Kamenski       | Lewski Sofia       | 03.09.1947 |              |
| Abwehr        |                       |                    |            |              |
| 2             | Alexander Schalamanow | Slawia Sofia       | 04.09.1941 |              |
| 3             | Iwan Dimitrow         | Akademik Sofia     | 14.05.1935 |              |
| 4             | Stefan Aladschow      | Lewski Sofia       | 18.10.1947 |              |
| 6             | Dimitar Penew         | ZSKA Sofia         | 12.07.1945 |              |
| 12            | Milko Gajdarski       | Lewski Sofia       | 18.03.1946 |              |
| 14            | Dobromir Schetschew   | Lewski Sofia       | 12.11.1942 |              |
| 15            | Boris Gaganelow       | ZSKA Sofia         | 07.10.1941 |              |
| 17            | Todor Kolew           | Slawia Sofia       | 29.04.1942 |              |
| Mittelfeld    |                       |                    |            |              |
| 5             | Iwan Dawidow          | Slawia Sofia       | 05.10.1943 |              |
| 8             | Christo Bonew         | Lokomotive Plowdiw | 03.02.1947 |              |
| 11            | Dinko Dermendschiew   | Trakia Plowdiw     | 02.06.1941 |              |
| 16            | Asparuch Nikodimow    | ZSKA Sofia         | 21.08.1945 |              |
| 20            | Wasil Mitkow          | Lewski Sofia       | 17.09.1943 |              |
| Angriff       |                       |                    |            |              |
| 7             | Georgi Popow          | Trakia Plowdiw     | 14.07.1944 |              |
| 9             | Petar Schekow         | ZSKA Sofia         | 10.10.1944 |              |
| 10            | Dimitar Jakimow       | ZSKA Sofia         | 12.07.1941 |              |
| 18            | Dimitar Maraschliew   | ZSKA Sofia         | 31.08.1947 |              |
| 19            | Georgi Asparuchow     | Lewski Sofia       | 04.05.1943 |              |
| 21            | Boschidar Grigorow    | Slawia Sofia       | 27.07.1945 |              |
| Trainer       |                       |                    |            |              |
|               | Stefan Boschkow       |                    | 14.06.1924 |              |

## Spiele der bulgarischen Mannschaft

### Erste Runde
- Peru –  Bulgarien 3:2 (0:1)

Stadion: Estadio Nou Camp (León)
Zuschauer: 14.000
Schiedsrichter: Sbardella (Italien)
Tore: 0:1 Dermendschiew (13.), 0:2 Bonew (49.), 1:2 Gallardo (50.), 2:2 Chumpitaz (55.), 3:2 Cubillas (73.)
- BR Deutschland –  Bulgarien 5:2 (2:1)

Stadion: Estadio Nou Camp (León)
Zuschauer: 12.700
Schiedsrichter: Ortiz de Mendíbil (Spanien)
Tore: 0:1 Nikodimow (12.), 1:1 Libuda (20.), 2:1 Müller (27.), 3:1 Müller (52.) 11m, 4:1 Seeler (67.), 5:1 Müller (88.), 5:2 Kolew (89.)
- Marokko –  Bulgarien 1:1 (0:1)

Stadion: Estadio Nou Camp (León)
Zuschauer: 12.000
Schiedsrichter: Saldanha Ribeiro (Portugal)
Tore: 0:1 Schetschew (40.), 1:1 Ghazouani (61.)
Deutschlands erster Gegner in der Gruppe 4 war das unbequeme Team aus Afrika, Marokko. Der mühsame 2:1-Erfolg konnte erst im zweiten Durchgang von Müller und Seeler gesichert werden, die Schön nach langen Diskussionen in den Medien gemeinsam spielen ließ. Doch der Zittersieg brachte für den weiteren WM-Verlauf der Deutschen keine hoffnungsvollen Erkenntnisse. Zuvor hatten sich die Peruaner gegen Bulgarien in einer spannenden Partie mit 3:2 durchgesetzt. Bulgarien war auch der zweite Gegner der Deutschen. Für die enttäuschenden Haller und Held nahm Schön Libuda und Löhr ins Team. Vor allem der Einsatz von ‚Stan’ Libuda zahlte sich aus. Trotz des frühen 0:1-Rückstandes ließen sich die Deutschen nicht aus dem Konzept bringen, denn Libuda spielte als Rechtsaußen das Spiel seines Lebens, sorgte selbst für den Ausgleich und bediente seine Mitangreifer, nachdem er seine bulgarischen Gegenspieler schwindelig gespielt hatte laufend mit Flanken. Drei Mal schlug Gerd Müller, ein Mal Uwe Seeler zu, bevor eine Unsicherheit in der Abwehr noch den zweiten Treffer der Bulgaren zuließ, die dann im letzten Spiel nicht über ein 1:1 gegen Marokko hinauskamen.